# UltraVNC
UltraVNC (parfois appelé uVNC) est un logiciel libre capable d'afficher l'écran d'un autre ordinateur (via internet ou un réseau local) sur votre écran, cette utilisation se nomme contrôle à distance, différent de bureau à distance. Le programme permet d'utiliser la souris ou le clavier local pour contrôler à distance les autres PC. Ce qui signifie qu'il est possible de travailler sur un ordinateur distant, directement à partir du poste qui le contrôle. Le logiciel UltraVNC permet de contrôler à distance un ordinateur sous Windows via toute connexion TCP/IP. Il permet aussi de transférer des fichiers entre ces ordinateurs.
UltraVNC est développé en C, C++, et Java.

## Historique
UltraVNC est issu de la fusion de Vdacc-VNC créé par Rudi De Vos en 1999 et eSVNC créé par Sam en 2002 ainsi qu'une base de RealVNC.
Depuis la version 1.0.6.4, UltraVNC Server peut être lancé en tant que service Windows et supporte le contrôle du compte de l'utilisateur - User Account Control (UAC).

## Version française
UltraVNC a bénéficé d'une traduction en français jusqu'en 2008 (v1.02 et client v1.05) via une initiative extérieure.